# Rio Bestança

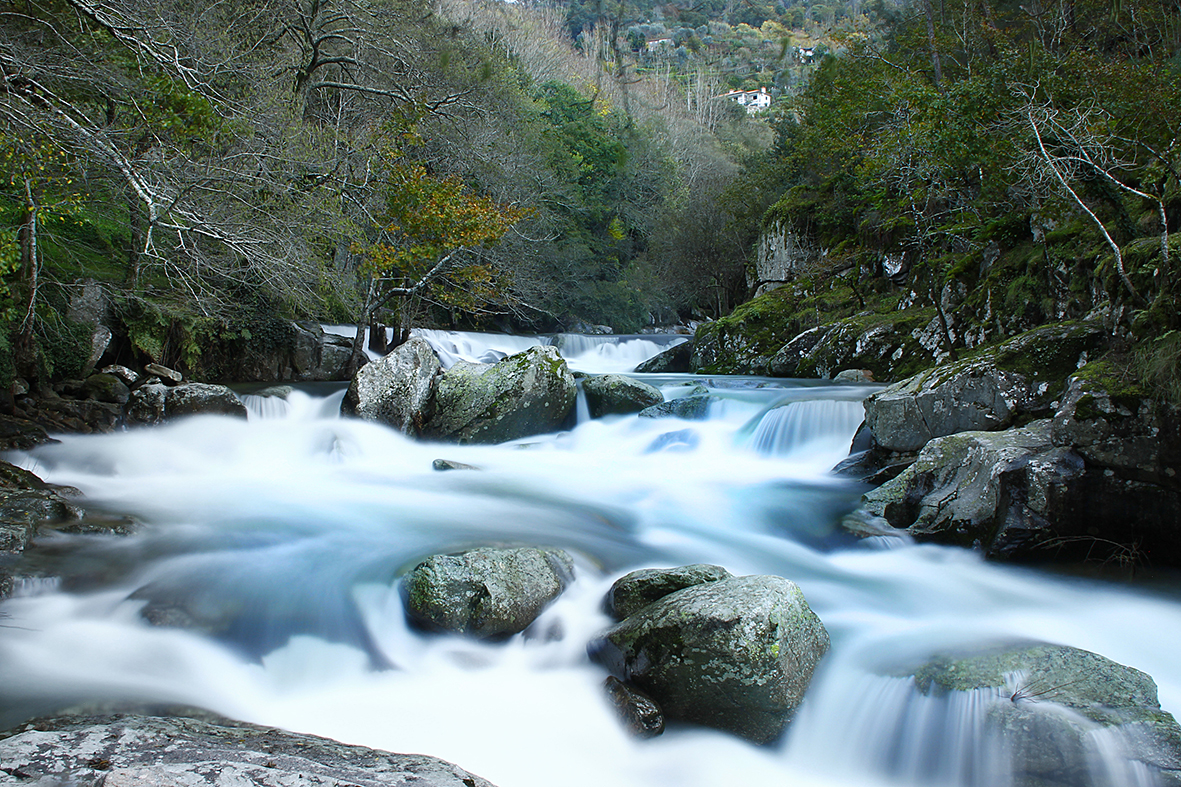
Foz do Bestança nas Cinco Rodas, Cinfães

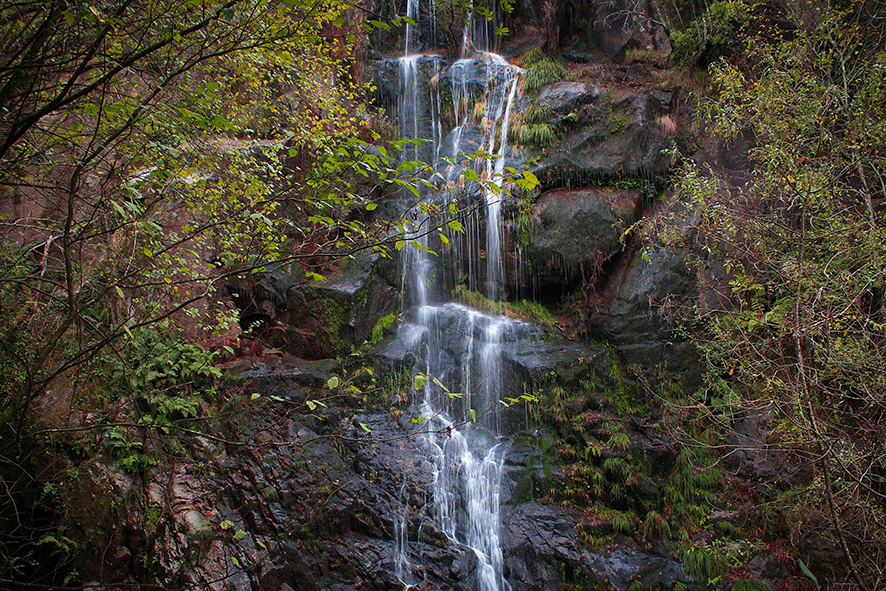
Cascata de Enxidrô, Cinfães

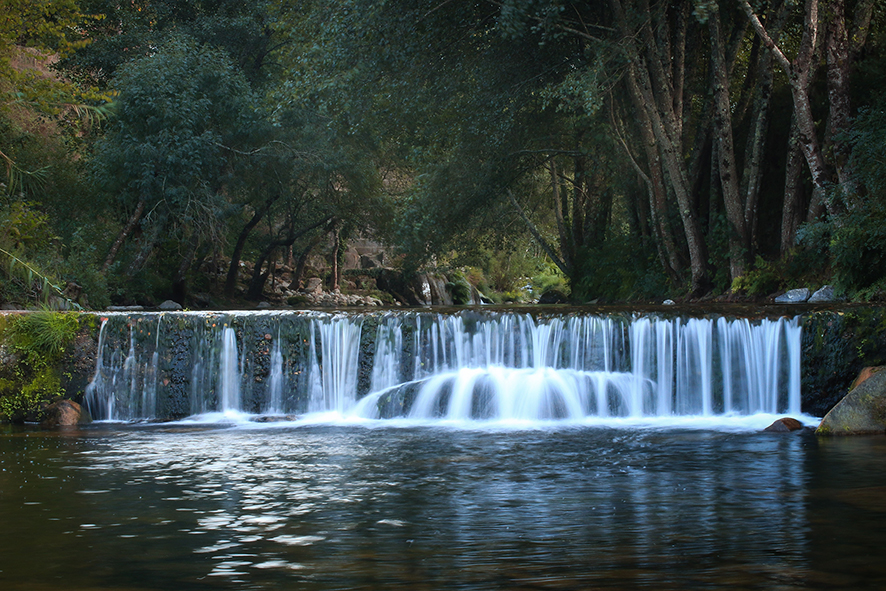
Cascata de Rio Bestança em Pias, Cinfães

O rio Bestança é um curso de água do concelho de Cinfães, em Portugal, que nasce a 1229 metros de altitude em plena serra de Montemuro. Tem uma extensão de cerca de 13,5 quilómetros e desagua em Porto Antigo, na margem esquerda de uma das melhores albufeiras do Douro, entre as freguesias de Oliveira do Douro e Cinfães.
O seu nome advém de "Bestias" que significa que corre naturalmente em zona de fauna e flora selvagem. Tem uma vegetação ribeirinha bem estruturada e águas límpidas que o tornam um dos rios com melhor qualidade ambiental.
Dado o elevado grau de conservação natural de todo o curso fluvial e como ecossistema sustentável de indiscutível importância, o rio Bestança foi integrado na Rede Natura 2000 e classificado como Biotopo Corine, assumindo uma importância ecológica nacional e internacional de exponencial valor.

## Afluentes
- Margem direita: Ribeiro de Alhões, Ribeiro de Soutelo e Chã de Ribeiro
- Margem esquerda: Ribeiro dos Prados ou de Barrondes e Ribeiro de Enxidrô

## Características geológicas

### Localização
A bacia hidrográfica do rio Bestança está representada na Carta Militar de Portugal, escala 1:25 000, as folhas 136 e 146, dos Serviços Cartográficos do Exército, bem como na Carta Geológica de Portugal, escala 1:50 000, dos Serviços Geológicos de Portugal.
O relevo da região da bacia do rio Bestança é altimetricamente amplo, oscilando 1200 metros a partir da região Sul-Sudeste do município de Cinfães, correspondendo à serra de Montemuro.

### Geografia

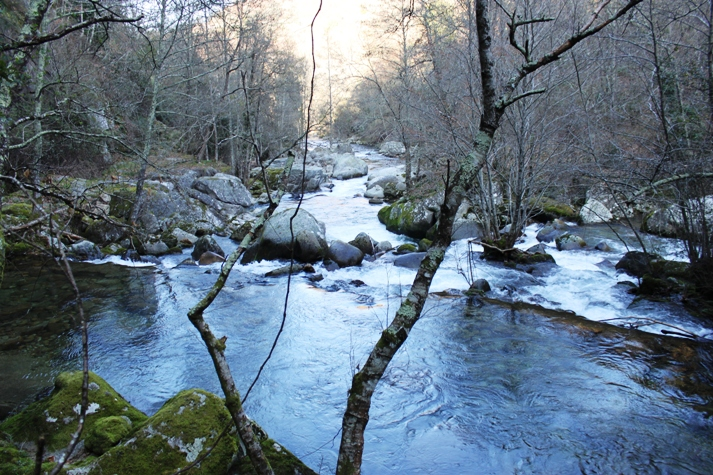
Rio Bestança - Cinfães

A bacia hidrográfica do rio Bestança encontra-se densamente arborizada com a ocorrência de espécies autóctones em estado de completa preservação, que apresenta uma floresta mista de carvalhos (Quercus sp.), castanheiros (Castanea sativa), loureiros (Laurus nobilis), salgueiross (Sallis sp.), amieiros (Alnus glutinosa) e algumas árvores de fruto como nogueiras (Juglans regia) e azevinhos (Ilex aquifolium).
Na diversidade faunística, encontram-se diversas espécies como a lontra (Lutra lutra), a salamandra lusitana (Chioglossa lusitanica) e a truta (Salmo trutta), que dependem do equilíbrio constante e naturalmente ecológico do curso fluvial e da manutenção dos habitats ribeirinhos. A área envolvente ao curso do rio abriga também outras espécies de avifauna das quais se destaca a águia-real (Aquilla chrysaetos).
Ao nível da ocupação e usufruto do solo, a bacia de drenagem fluvial é bastante limitada na ação humana, apresentando apenas pequenos aglomerados rurais circundados por terrenos de produção agrícola, onde na maioria das vezes se pratica uma ação de subsistência familiar. De referir a sua riqueza etnográfica e cultural, preservada ao longo de gerações por elementos resistentes como moinhos e pontes de pedra, e achados arqueológicos.

### Hidrografia

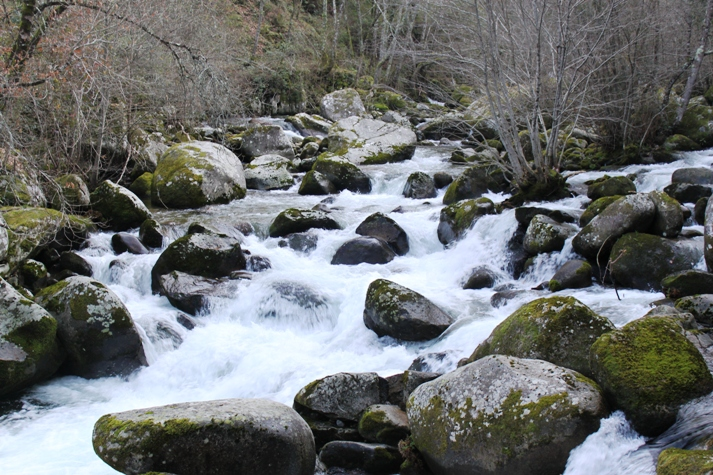
Rio Bestança - Cinfães

As águas correntes são, entre os agentes externos, aqueles que mais se evidenciam na moldagem do relevo e o rio Bestança com os seus afluentes, não constituem qualquer excepção, sendo os maiores responsáveis pela configuração e formato da paisagem do Vale do Bestança.
O rio Bestança nasce na serra de Montemuro, junto ao ponto denominado Portas de Montemuro, e corre num estreito vale (profundo e rectilíneo), até se juntar ao rio Douro no lugar de Porto Antigo. Nos 13,5 km do seu curso, desce cerca de 1200 metros de altitude desde a nascente até cerca de 15 metros na união ao rio Douro]).
O vale de factura por onde corre selvagem e livremente, constitui uma verdadeira excepção no maciço montanhoso de Montemuro já que todos os cursos de água que brotam das entranhas desta Serra instalam-se em vales que denotam um estado longínquo do equilíbrio.
Na margem direita do rio Bestança, os ribeiros de Ourique e Alhões são os mais importantes; e, na margem oposta, os ribeiros de Enxidrô, Prado, Tendais e Canadas são os que lhe fortalecem o caudal. A abundância de águas, propiciada pelo substrato granítico, imprime a grande parte da bacia hidrográfica do rio Bestança um tom completamente verde natural, gerado pela densa floresta que as águas enriquecem.
A bacia do rio Bestança é limitada a levante pelo rio Cabrum e a Ocidente pelo curso revoltoso do ribeiro de Sampaio.